# Reinier Marinus van Reenen
Reiner Marinus van Reenen (Reitsum, 26 september 1908 - Gouda, 10 december 1968) was burgemeester van Gouda. Hij was lid van de ARP.
Van Reenen, zoon van de gereformeerde predikant Roelof van Reenen en Wijmpje Westerink, studeerde rechten aan de Vrije Universiteit Amsterdam. In 1935 trad hij in dienst van het Centraal Bureau van de Tuinbouwveilingen in Nederland, waar hij tot 1958, op het laatst als secretaris en hoofd van de afdeling organisatie, werkte. Daarna werd hij wethouder van economische zaken van Den Haag. Op 1 maart 1965 werd hij benoemd tot burgemeester van Gouda. Hij overleed op zestigjarige leeftijd na een langdurige ziekte.
Van Reenen vervulde naast zijn betaalde functie ook diverse onbetaalde functies op kerkelijk en maatschappelijk gebied. Hij was gehuwd met Sylva Zeldenrijk; uit hun huwelijk werden zeven kinderen geboren.

## Trivia
- In Gouda is (in 1977) de Burgemeester van Reenensingel naar hem genoemd.